# Robert Kean
Robert Winthrop Kean (* 28. September 1893 in Elberon, Monmouth County, New Jersey; † 21. September 1980 in Livingston, New Jersey) war ein US-amerikanischer Politiker. Zwischen 1939 und 1959 vertrat er den Bundesstaat New Jersey im US-Repräsentantenhaus.

## Werdegang
Kean entstammte einer bekannten Politikerfamilie. Sein Ururgroßvater John Kean (1756–1795) war Delegierter zum Kontinentalkongress. Sein Onkel war US-Senator John Kean (1852–1914); auch sein Vater Hamilton Fish Kean (1862–1941) gehörte dem Senat an. Robert Kean besuchte bis 1911 die St. Mark’s School in Southboro (Massachusetts). Danach studierte er bis 1915 an der Harvard University. In den Jahren 1915 bis 1917 war er Bankangestellter in Carteret und in New York City. 1916 war er als Mitglied der Nationalgarde von New York während eines Grenzkonflikts mit Mexiko eingesetzt. Während des Ersten Weltkrieges war er Oberleutnant der US Army. Für seine militärischen Leistungen wurde er mit dem Silver Star und dem Distinguished Service Cross ausgezeichnet. Zwischen 1920 und 1969 war Kean neben seiner politischen Arbeit in Livingston, Newark und New York City in der Investmentbranche sowie im Bankgewerbe tätig. Gleichzeitig schlug er als Mitglied der Republikanischen Partei eine politische Laufbahn ein. In den Jahren 1936, 1960 und 1964 war er Delegierter zu den jeweiligen Republican National Conventions.
Bei den Kongresswahlen des Jahres 1938 wurde Kean im zwölften Wahlbezirk von New Jersey in das US-Repräsentantenhaus in Washington, D.C. gewählt, wo er am 3. Januar 1939 die Nachfolge des Demokraten Frank W. Towey antrat. Nach neun Wiederwahlen konnte er bis zum 3. Januar 1959 zehn Legislaturperioden im Kongress absolvieren. Bis 1941 wurden dort noch weitere New-Deal-Gesetze der Bundesregierung unter Präsident Franklin D. Roosevelt verabschiedet. Seit 1941 war auch die Arbeit des Kongresses von den Ereignissen des Zweiten Weltkrieges und dessen Folgen geprägt. Danach erlebte Kean als Abgeordneter den Beginn des Kalten Krieges, den Koreakrieg und innenpolitisch die Bürgerrechtsbewegung. 
Im Jahr 1958 verzichtete Kean auf eine weitere Kandidatur für das US-Repräsentantenhaus. Stattdessen bewarb er sich erfolglos um einen Sitz im Senat. Nach dem Ende seiner Zeit im Kongress setzte er seine früheren Tätigkeiten fort. Von 1959 bis 1961 war er Vorsitzender einer präsidentialen Beraterkommission (National Advisory Committees of the White House Conference). Außerdem war er von 1959 bis 1962 republikanischer Parteivorsitzender im Essex County. Robert Kean verbrachte seinen Lebensabend in Livingston, wo er am 21. September 1980 verstarb.